# رودخانه آبشوران
آبشوران (به کردی: ئاشووڕا یا ئاوش‍ووڕان)، رودخانه‌ای است که در دشت کرمانشاه جریان دارد و از درون شهر کرمانشاه می‌گذرد. شاخه اصلی این رود از سراب قنبر در جنوب غرب کرمانشاه سرچشمه گرفته و پس از یکی شدن با شاخه‌ای دیگر از درون بافت قدیمی شهر کرمانشاه و محله آبشوران گذشته و به سوی شمال شرقی جریان می‌یابد تا در نهایت به رود قره‌سو بریزد.

## مشخصات
رودخانه آبشوران از سراب قنبر واقع در جنوب غرب کرمانشاه سرچشمه می‌گیرد و با جهت جنوب غربی به شمال شرقی جریان پیدا می‌کند. شاخه‌ای دیگر نیز که از سراب سعید در همان حوالی سرچشمه می‌گیرد، با همان جهت به موازات شاخه اول جریان می‌یابد و با عبور از محله بهار و پشت پارک لاله و زیر خیابان دارایی، در محل پل اجلالیه و حوالی محله آبشوران به شاخه اول می‌پیوندد. آبشوران در ادامه مسیرش به سمت شمال شرقی به موازات خیابان جلیلی و بلوار راهنمایی و رانندگی امتداد می‌یابد و از محله‌های باغ نی و چیاگلان عبور کرده و در نهایت در نزدیکی چیاگلان در شرق کرمانشاه به رود قره‌سو می‌ریزد.

## طرح ساماندهی
رودخانه آبشوران مدت‌هاست که به کانال عبور فاضلاب شهر کرمانشاه تبدیل شده و زایندگی خود را از دست داده‌است. طرح ساماندهی رودخانه آبشوران از دهه ۱۳۸۰ آغاز شده و تاکنون ۳۰ درصد پیشرفت فیزیکی داشته‌است. طی این طرح که انتقاداتی را به همراه داشته، رودخانه از کف و دو طرف با دیواره‌های بتونی دیواره‌کشی می‌شود و در نهایت روی آن با یک سرپوش بتونی مسقف می‌شود و در پایان طرح آبشوران به یک کانال زیرزمینی سرپوشیده تبدیل می‌شود. منتقدان طرح معتقدند به جای دفن کردن آبشوران باید حیات را بدان بازگرداند و آن را به یک جاذبه گردشگری تبدیل کرد.
در تیرماه ۱۴۰۱ اعلام شد که طرح ساماندهی آبشوران با مشکل کمبود تخصیص اعتبار مواجه است،‌ به گونه‌ای که از بودجۀ مصوب ۲۰ میلیارد تومانی سال ۱۳۹۹ تنها ۱۴ میلیارد تومان و از بودجۀ مصوب ۱۱۶ میلیارد تومانی سال ۱۴۰۰ تنها ۱۶ میلیارد تومان به این پروژه اعطا شده‌است.
روند ساماندهی رودخانۀ آبشوران در محدودۀ‌ مسجد بروجردی (سه‌راه برق) به درازا کشیده شده و با وجود انجام کار تعیین‌شده برای شرکت آب منطقه‌ای، شهرداری اقدام به تعطیلی پروژه کرده‌بود که این مسئله سبب ایجاد مشکل در ترافیک محدودۀ میدان مصدق به میدان فردوسی شده‌بود. در شهریور ۱۴۰۳ دادستان عمومی و انقلاب استان کرمانشاه، یک ماه به شهرداری کرمانشاه فرصت داد تا نسبت به ساماندهی رودخانۀ آبشوران در این محدوده اقدام کند. با این وجود شهرداری کرمانشاه زمان لازم برای انجام کار را سه ماه و مسئولیت آن را هم مربوط به شرکت آب منطقه‌ای دانست.

### احتمال ریزش خیابان‌ها
در دی ماه ۱۳۹۴ و در هنگام بارش‌های زمستانی، دبیر وقت شورای هماهنگی ترافیک استان کرمانشاه نسبت به احتمال ریزش خیابان حداد عادل که از مسقف کردن آبشوران ایجاد شده و رودخانه آبشوران از زیر آن عبور می‌کند هشدار دارد. وی هشدار داد که «تمام مسیر عبور رودخانه آبشوران از داخل شهر کرمانشاه به خاطر ناایمن شدن سازه‌های زیر آن خطرناک است».